# Capitolo (storia)

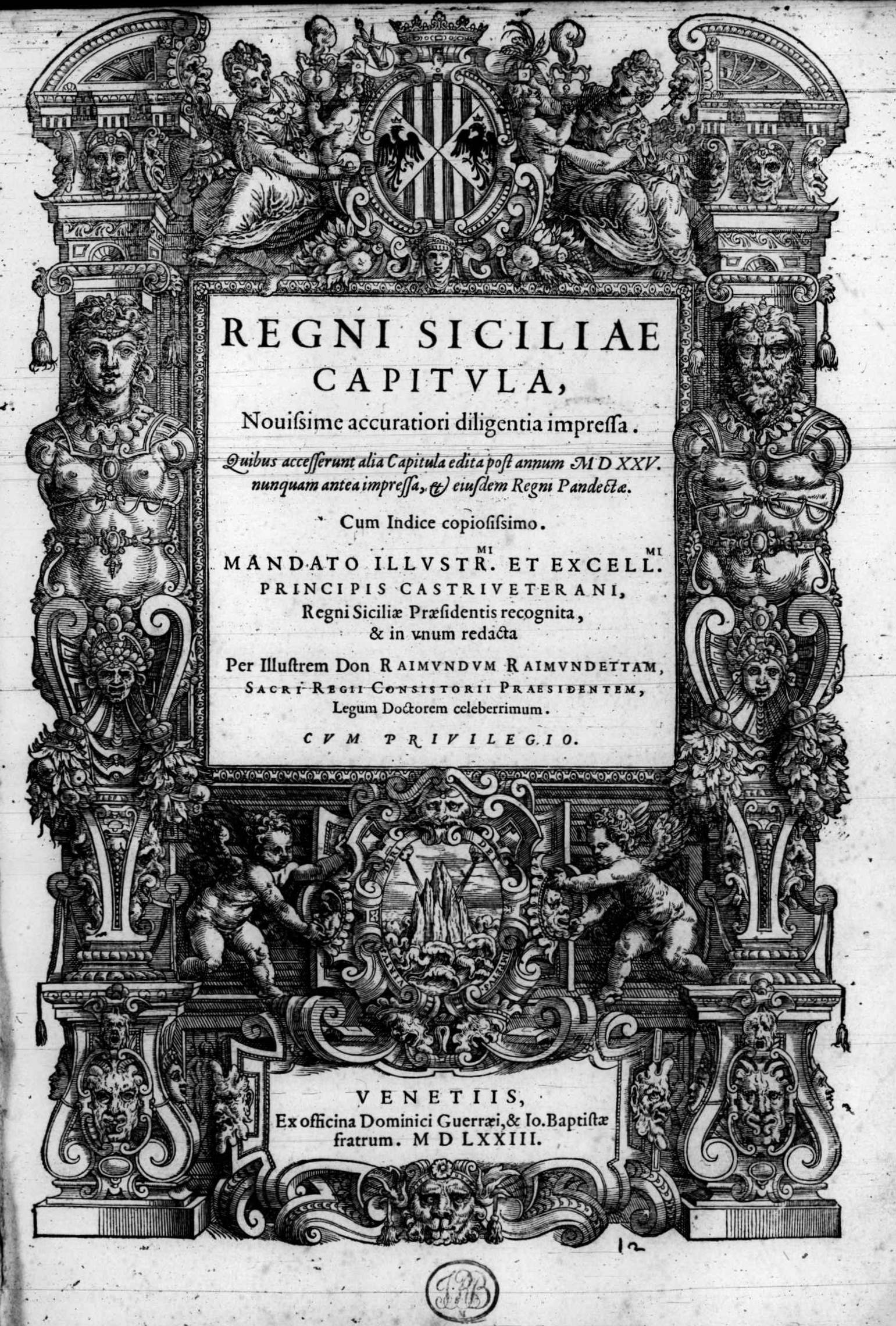
I Capitula Regni Siciliae, Capitoli del Regno di Sicilia

Per capitolo (al plurale Capitoli, in latino capitula) si intende un generico atto pubblico di epoca medievale, spesso emanato dai comuni.
Un capitolo può essere una clausola o una particolare disposizione di contratti o statuti, o anche singole parti di trattati diplomatici mentre se usato al plurale può indicare una convenzione tra due stati o un intero corpus di leggi. In quest'ultima accezione è affine ai capitolari, provvedimenti regi di epoca carolingia e ottoniana. Un esempio sono i Capitoli di Niccolò V, emanati dal pontefice nel 1447 e che regolavano i rapporti tra Bologna e la Santa Sede.
In archivistica, specie in Toscana, il termine capitolo viene usato per quegli atti che comprendono scritture relative a paci, tregue, sottomissioni di comuni e signori del contado, leghe, trattati, acquisti fatti nell'interesse del demanio della repubblica, privilegi imperiali, bolle pontificie, eccetera. Tuttavia non sono documenti isolati bensì fascicoli o registri costituiti da atti, originali o in copia, relativi al medesimo soggetto. Un esempio particolare è il registro della Repubblica di Siena detto Caleffo vecchio, conservato presso l'Archivio di Stato di Siena, che forma una serie a sé.